# Angustiphylla
Angustiphylla là một chi bướm đêm thuộc họ Gelechiidae.